# Белоскелеватский сельский совет
Белоскелеватский сельский совет (укр. Білоскелюватська сільська рада) — административно-территориальная единица в Краснодонском районе Луганской области Украины.
Административный центр сельского совета находится в с. Белоскелеватое.

## Населённые пункты совета
- c. Белоскелеватое
- c. Габун
- с. Дружное
- c. Липовое
- с. Радостное

## Адрес сельсовета
94463, Луганская обл., Краснодонский р-н, с. Белоскелеватое, ул. Школьная, 4; тел. 99-4-31